# Социально-христианская партия (Украина)
Социа́льно-христиа́нская па́ртия (укр. Соціально-християнська партія) — украинская политическая партия.

## История партии
Социально-христианская партия зарегистрирована Министерством юстиции 7 июля 2004 года и внесена в Реестр политических партий Украины под № 96. Первым председателем партии стала Оксана Билозир (март 2004 — март 2005).
В марте 2005 года партию возглавил Владимир Владыко.
На парламентских выборах 2006 года Социально-христианская партия не преодолела трёхпроцентный барьер, получив поддержку только 22 953 избирателей или 0,09 % действительных голосов.
В июле 2007 года Социально-христианская партия освободила от обязанностей председателя партии Владимира Владыко, избрав лидером партии депутата Верховной рады Украины от блока «Наша Украина» Антона Ружицкого. Позднее смена лидера партии была оспорена и отменена Министерством юстиции.
На объединительном съезде 20 августа 2007 года Социально-христианская партия и Всеукраинская политическая партия «Экология и социальная защита» сформировали избирательный блок «Христианский блок» для участия в досрочных парламентских выборах 2007 года. Избирательный список блока возглавил пастор Христианской Евангельской Церкви, председатель «Всеукраинской политической партии — Экология и социальная защита» Сергей Балюк. В первую «пятёрку» также вошли Антон Ружицкий, глава Социально-христианской партии, Зоя Выборная, руководитель секретариата партии «Экология и социальная защита», Анатолий Кашуба, пастор религиозной общины Евангельских христиан и баптистов Владимир Горбачев, епископ Донецкого региона независимых харизматических церквей. За «Христианский блок» проголосовали только 0,10 % избирателей.
V внеочередной съезд Социально-христианской партии, который состоялся 24 мая 2008 года, принял решение о ликвидации партии и присоединении к партии «Единый Центр». Впоследствии процесс самоликвидации партии был остановлен, но часть членов перешли в «Единый Центр».
21 августа 2010 года состоялся VII внеочередной съезд Социально-христианской партии. Съезд избрал своим лидером бывшего депутата Киевского городского совета Зоряна Шкиряка. Бывший председатель партии Владимир Владыко возглавил Центральный секретариат партии. Первым заместителем председателя СХП стал Олег Москаленко.
24 апреля 2012 года председатель Социально-христианской партии Зорян Шкиряк объявил о присоединении к Объединённой оппозиции «Батькивщина».
15 марта 2014 года состоялся VIII съезд Социально-христианской партии, который избрал главой партии Константина Соколова. а также заместителей председателя и Центральный совет партии.